# Großes Granatauge
Das Große Granatauge (Erythromma najas) ist eine Libelle aus der Familie der Schlanklibellen (Coenagrionidae). Von ihrer Verbreitung her gilt sie als eurosibirisches Faunenelement.

## Merkmale

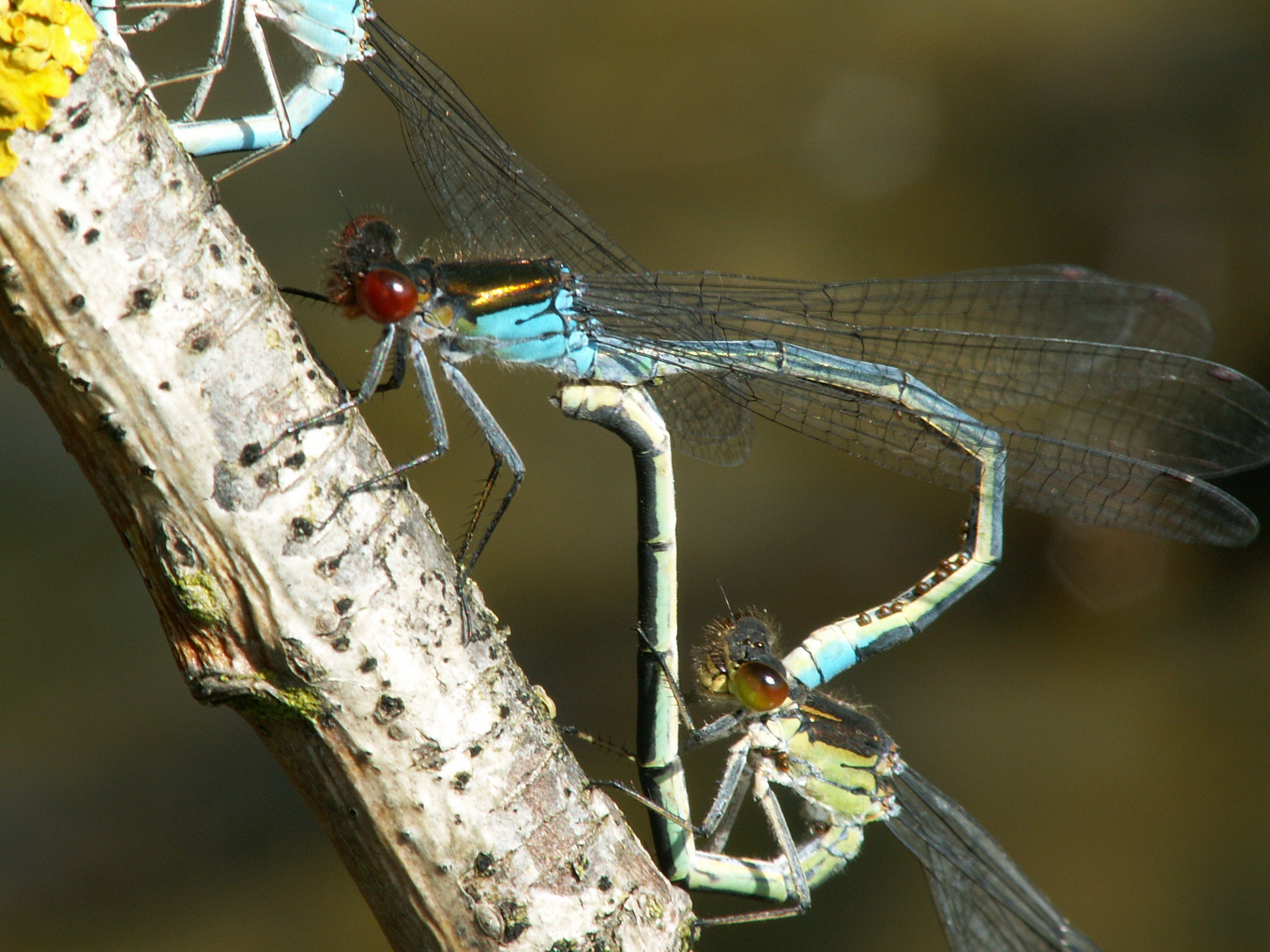
Männchen und Weibchen im Paarungsrad

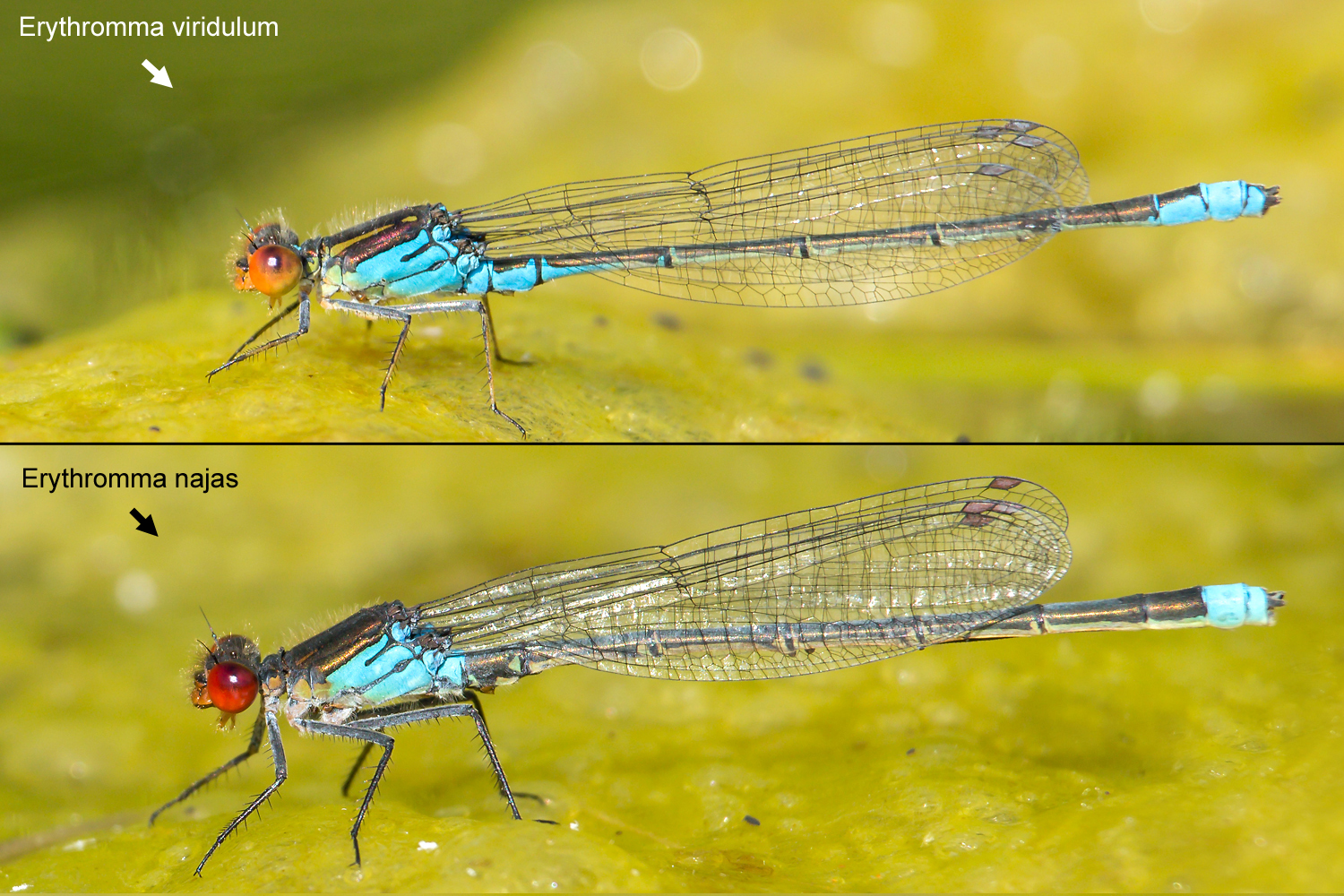
Vergleich der Männchen des Kleinen (oben) und des Großen Granatauges

Das Große Granatauge ist 35 Millimeter lang und weist knapp 50 Millimeter Flügelspannweite auf. Die Männchen haben granatrot leuchtende Augen, die Brustseiten und die letzten beiden Hinterleibssegmente sind hellblau. Die Art kann mit dem Kleinen Granatauge (Erythromma viridulum) verwechselt werden, bei dem die Männchen oben auf dem 10. Hinterleibssegment an der Abdomenspitze eine X-förmige, schwarze Zeichnung tragen. Dieses Segment ist bei Männchen des Großen Granatauges ganz blau. Dafür fehlt bei ihnen an den Seiten des 2. sowie des 8. Segmentes die Blaufärbung. Die mattschwarze Zeichnung des gelblichen bis grünen Weibchens erinnert an eine weibliche Azurjungfer (Coenagrion spp.); ihm fehlt aber ein heller Fleck zwischen den Augen. Zur Unterscheidung von Weibchen des Kleinen Granatauges muss der Hinterrand der Vorderbrust (Prothorax) betrachtet werden; dieser weist beim Großen Granatauge wellenförmige Ausbuchtungen auf.

## Lebensraum und Verbreitung
Diese Kleinlibellenart sitzt gern auf Blättern von Teich- und Seerosen in größeren Gewässern mit einer artenreichen Unterwasserflora. Sie ist recht scheu und verlässt nur selten den direkten Bereich der Wasserfläche. Das Große Granatauge lebt weit über Europa verteilt, in Asien bis hin nach Japan und im Norden über den Polarkreis hinaus, in Südeuropa existieren allerdings nur einige Streufunde. In Mitteleuropa tritt sie dagegen relativ häufig auf.

## Fortpflanzung
Die Flugzeit ist von Mai bis Ende August. Die Männchen sind robuste und ausdauernde Flieger, die ein Territorium von drei bis sechs Metern auf dem Wasser besetzen und recht aggressiv gegen Konkurrenten, aber auch andere Arten (selbst Großlibellen) verteidigen. Das Paar legt die Eier in Wasserpflanzenstängel, wobei es im Extremfall bis zu 60 cm tief ins Wasser eintauchen und dort fast eine Stunde verbleiben kann. In manchen Fällen entkoppelt sich das Männchen vor dem völligen Abtauchen und wartet an der Oberfläche auf das zurückkehrende Weibchen. Hat dieses seine submerse Eiablage beendet, lässt es den Pflanzenstängel los und treibt wie ein Korken nach oben. Die sehr schnellen und lebhaften Larven entwickeln sich am Gewässergrund und im Röhricht. Für eine Schlanklibelle sind sie relativ groß und haben breite, dunkel gebänderte Kiemenblätter. Im letzten Entwicklungsstadium überwintern sie in der Regel.